# Qibla

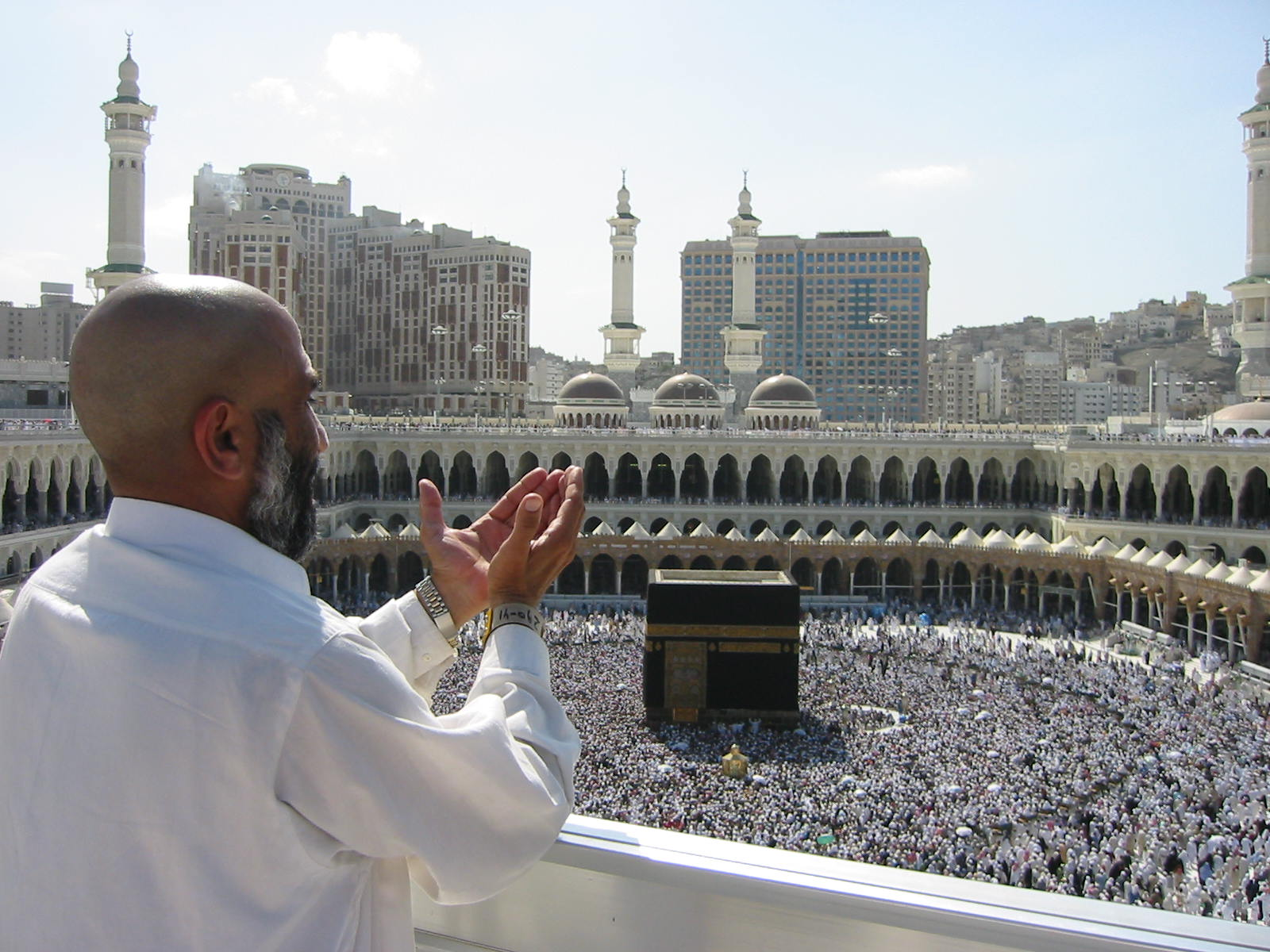
Un fedele di fronte alla Caaba, al centro della Mecca

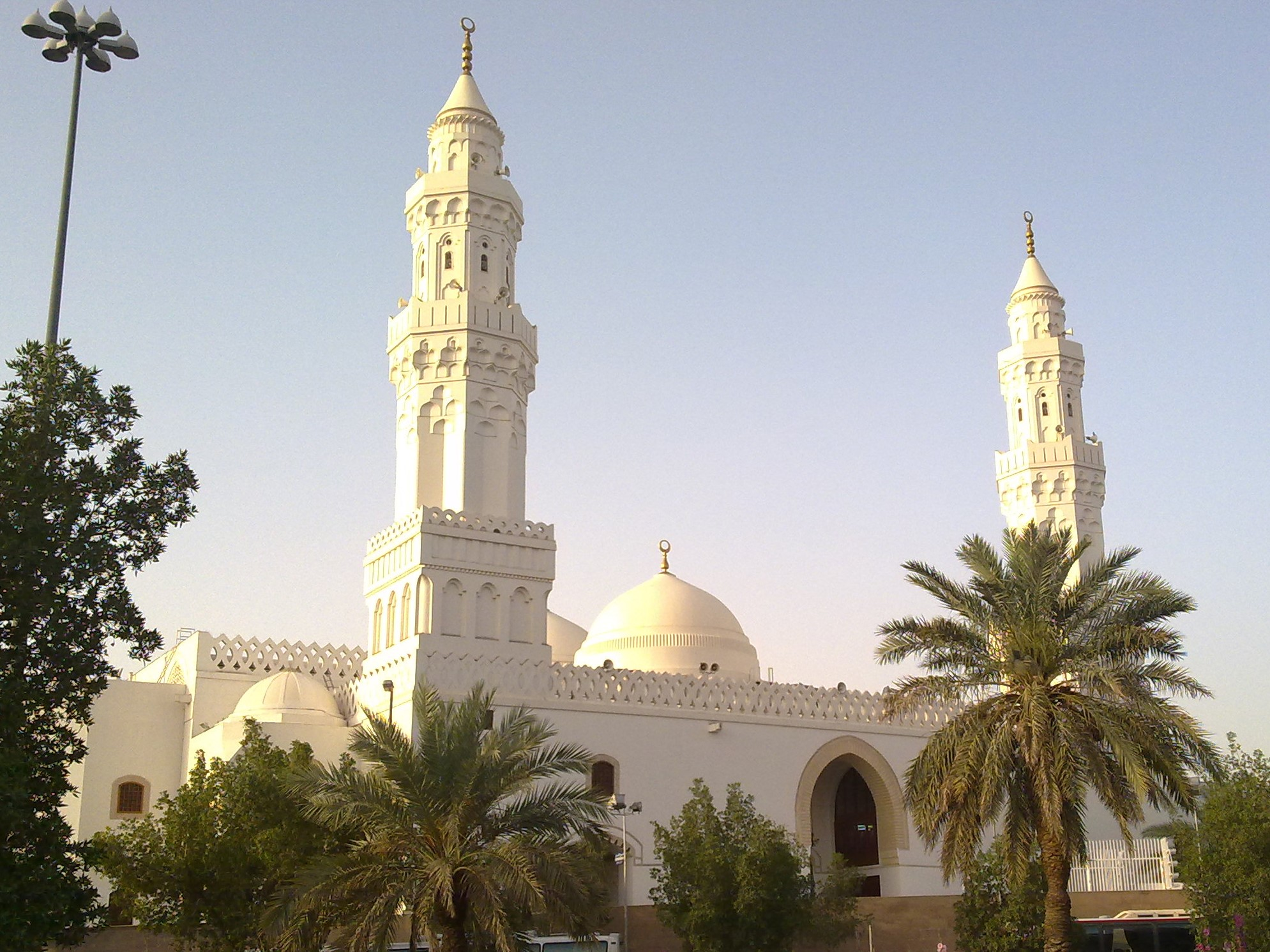
La Moschea al-Qiblatain a Medina

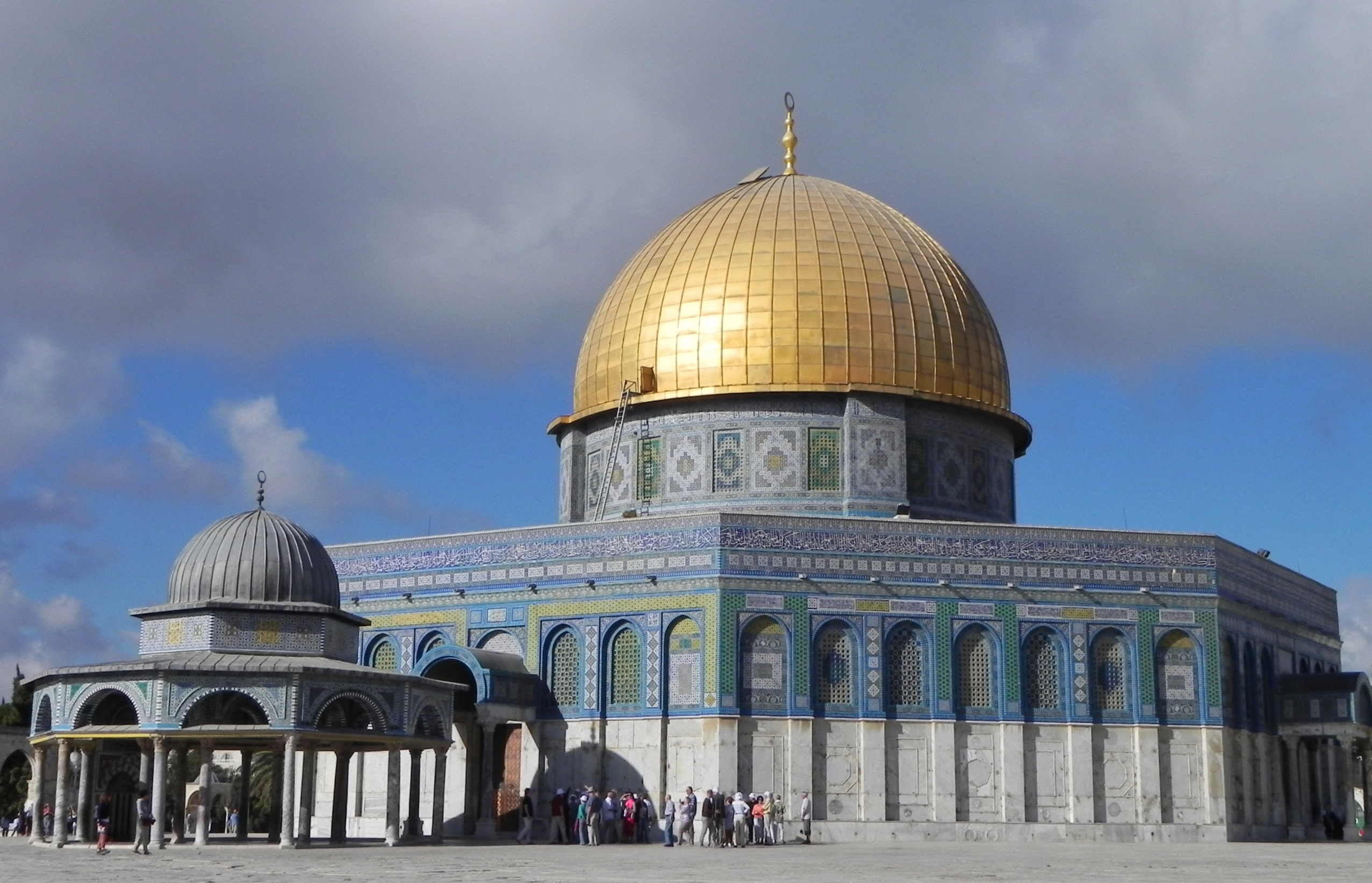
La Cupola della Roccia, qibla iniziale prima del 624, in cui Dio decise di spostarla alla Mecca

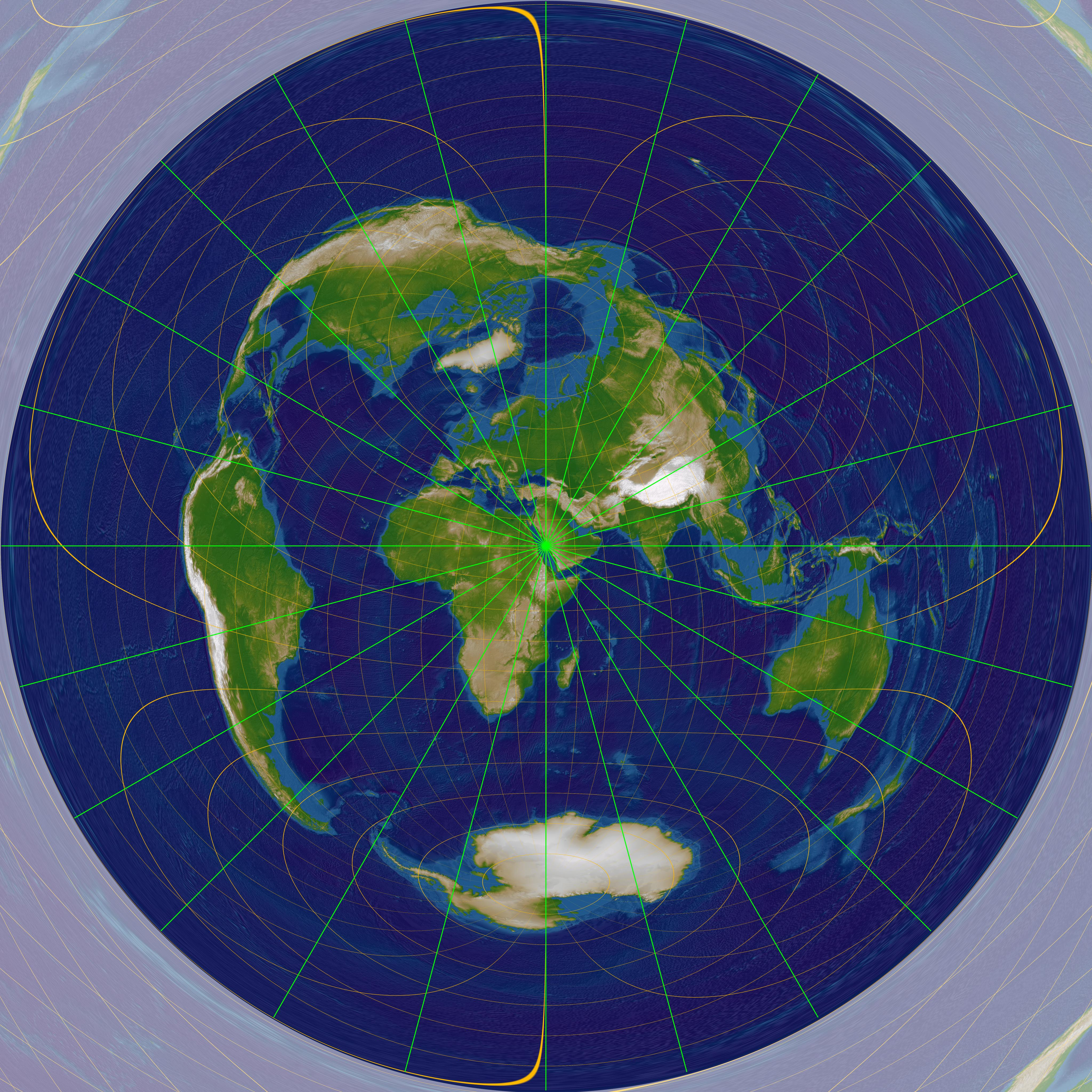
Qibla

Col termine arabo qibla (in arabo قبلة‎?) si indica la direzione della città della Mecca e del santuario islamico della Caaba cui deve rivolgere il proprio viso il devoto musulmano quando sia impegnato nella Ṣalāt (preghiera).

## Storia
Originariamente, questa direzione era verso Gerusalemme e il fatto che nel 624 Maometto ricevesse una Rivelazione divina mentre era intento nella preghiera in una moschea di Medina, fece chiamare questa moschea «moschea delle due qibla» e Gerusalemme «la prima delle due qibla». L'accaduto è ricordato nella sura 2 del Corano, detta al-Baqara, "della Vacca" (vv. 142-149).
Nel versetto 144 della sura n. 2 del Corano viene descritto il cambio di orientamento della qibla:

## Qiblaassoluta
La qibla "assoluta" è considerata un punto intermedio tra il mizāb della Caaba - il tubo di gronda che permette alle acque piovane di defluire dal tetto del massimo santuario dell'Islam - e il suo angolo occidentale. È qui che, se ci si trovasse all'interno della Caaba, dovrebbe per l'appunto volgersi colui che pregasse.

## Occasioni diverse oltre alla preghiera
L'orientamento viene osservato anche quando debba essere inumato un cadavere d'un musulmano e quando si compie un sacrificio canonico d'un animale, come avviene nel giorno 10 Dhu l-Hijja, nella festività definita festa del sacrificio o al-nahr del pellegrinaggio detto hajj. In tale circostanza il muso della bestia dovrà essere girato in direzione della principale Città Santa dell'Islam a causa della sacralità dell'atto.

## Pratiche analoghe
Il volgersi in direzione di un qualche luogo ritenuto sacro è caratteristica anche di altre religioni. Gli Ebrei pregano, ad esempio, volgendosi in direzione di Gerusalemme (così come i cristiani di Siria e i primi cristiani anche nei paesi dell'Europa), mentre gli Esseni pregavano in direzione del sole sorgente.